# Terri Summers

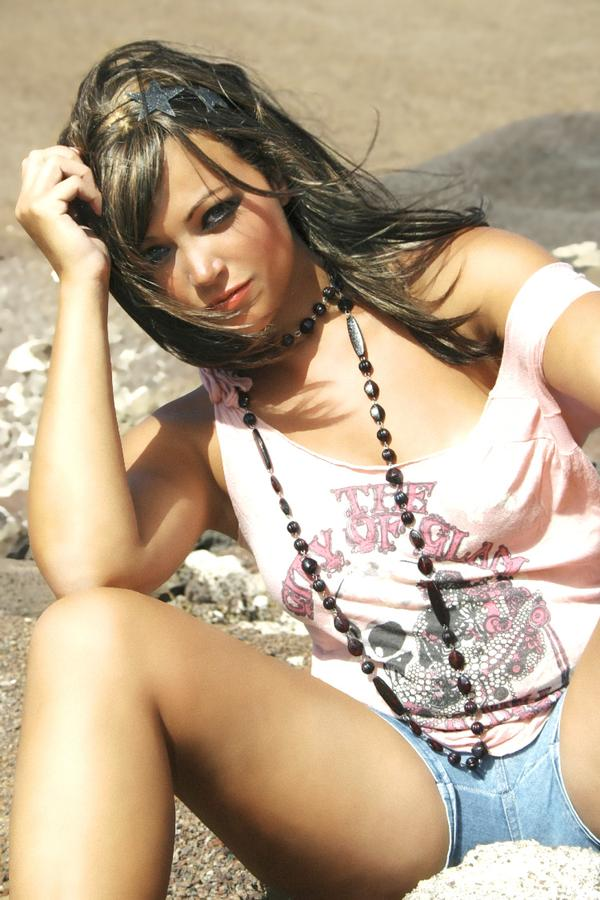
Terri Summers (2007)

Terri Summers (* 1976 in Amsterdam, Nordholland) ist das Pseudonym einer niederländischen Erotiktänzerin und Pornodarstellerin.

## Biografie
Summers’ Mutter, geboren in Amsterdam, ist von französischer und ungarischer Herkunft, ihr Vater stammt aus Aruba. Bis zu ihrem sechsten Lebensjahr war Summers in Werbespots zu sehen, außerdem trat sie auf Jahrmärkten auf. Sie behauptet, dass sie im Alter von zehn Jahren recht mager gewesen sei, mit Zahnspange und Brille sowie mit einem Bob als Frisur – „definitiv nicht die Hübscheste in der Klasse“. Nach ihrem Schulabschluss nahm sie eine Reihe von Jobs an, unter anderem arbeitete sie bei einem Fleischer, in einem Büro und später als Kellnerin bei Hooters. Sie studierte Tourismus, Marketing und Spanisch.
Summers trat mit 23 Jahren ins Erotikgeschäft ein. Unter anderem stand sie Modell für Hustler, Penthouse (Pet of the Month in sieben Ländern, darunter auch 1999 in Deutschland; Pet of the Year in den Niederlanden) und Playboy. Später begann sie zu tanzen und übernahm eine Teilzeitstelle als Tänzerin im Hustler-Club in Paris. Ihre erste Hardcore-Szene drehte sie für Michael Raven und mit dem Darsteller Evan Stone. Sie trat u. a. in Filmen von Suze Randall und Adam&Eve auf. Außerdem ist sie in Folge 28 der Serie Jack’s Playground zu sehen, sowie in dem mit zwei AVN Awards ausgezeichneten Film Blond & Brunettes von Andrew Blake und Produktionen von Michael Ninn für Ninn Worx, z. B. Fem Sonata und Soloerotica 9.
Sie lebt zusammen mit ihrer Tochter (* September 2006) und ihrem Freund, dem Pornodarsteller Andrea Moranty, mit dem sie eine Produktionsfirma gegründet hat, auf Fuerteventura (Spanien).